# Єремі Піно
Єремі Піно (ісп. Yéremi Pino, нар. 20 жовтня 2002, Лас-Пальмас-де-Гран-Канарія) — іспанський футболіст, нападник клубу «Вільярреал» і юнацької збірної Іспанії.

## Клубна кар'єра
Народився 20 жовтня 2002 року в місті Лас-Пальмас-де-Гран-Канарія. Вихованець юнацьких команд футбольних клубів «Лас-Пальмас» та «Ла Рода».
У дорослому футболі дебютував 2019 року виступами за команду «Вільярреал С», у якій провів один сезон, взявши участь у 20 матчах чемпіонату. 
До складу головної команди клубу «Вільярреал» приєднався 2020 року. Станом на 25 лютого 2021 року відіграв за вільярреальський клуб 2 матчі в національному чемпіонаті.

## Виступи за збірні
У 2018 році дебютував у складі юнацької збірної Іспанії (U-16), загалом на юнацькому рівні взяв участь у 29 іграх, відзначившись 5 забитими голами.

## Статистика виступів

### Статистика клубних виступів
| Сезон             | Команда           | Чемпіонат         | Чемпіонат | Чемпіонат | Національний кубок | Національний кубок | Національний кубок | Континентальні кубки | Континентальні кубки | Континентальні кубки | Інші змагання | Інші змагання | Інші змагання | Усього | Усього | Усього |
| Сезон             | Команда           | Ліга              | Ігор      | Голів     | Ліга               | Ігор               | Голів              | Ліга                 | Ігор                 | Голів                | Ліга          | Ігор          | Голів         | Ігор   | Голів  |        |
| ----------------- | ----------------- | ----------------- | --------- | --------- | ------------------ | ------------------ | ------------------ | -------------------- | -------------------- | -------------------- | ------------- | ------------- | ------------- | ------ | ------ | ------ |
| 2019–20           | «Вільярреал С»    | ТД                | 20        | 3         |                    | -                  | -                  |                      | -                    | -                    |               | -             | -             | 20     | 3      |        |
| 2020–21           | «Вільярреал»      | ПД                | 2         | 0         | КІ                 | 0                  | 0                  | ЛЄ                   | 3                    | 1                    |               | -             | -             | 5      | 1      |        |
| Усього за кар'єру | Усього за кар'єру | Усього за кар'єру | 22        | 3         |                    | 0                  | 0                  |                      | 3                    | 1                    |               | -             | -             | 25     | 4      |        |

## Досягнення
«Вільярреал»
- Володар Ліги Європи УЄФА: 2020-21

Збірна Іспанії
- Переможець Ліги націй УЄФА: 2022-23